# محاصره دمیاط (۱۲۱۸–۱۹)
محاصره دمیاط (انگلیسی: Siege of Damietta)، قسمتی از جنگ صلیبی پنجم که در سال ۱۲۱۸ رخ داد. در این زمان دمیاط تحت فرمان ایوبیان و سلطان الکامل محمد بن عادل بود که در سال ۱۲۱۸ توسط صلیبیون محاصره و در سال ۱۲۱۹ فتح شد.
در آغاز جنگ صلیبی پنجم، صلیبیون توافق کردند که جنگ جدید را از مصر و شهر بندری دمیاط آغاز کنند که در کنار رود نیل واقع شده بود. طبق نقشه صلیبیون، پس از فتح این شهر، راه حمله به سمت عکا و اورشلیم برای صلیبیون مهیا می‌شد بنابراین اولیه جنگ خود را در دمیاط آغاز کردند.

## پیش‌زمینه

### جنگ‌های ایوبیان و صلیبیون
پادشاهی اورشلیم در سال ۱۰۹۹ م، پس از تسخیر شهر اورشلیم و غارت آن، در جریان نخستین جنگ صلیبی برپا گشته بود. صلاح‌الدین، سلطان ایوبی، توانست تا سال ۱۱۸۷ م، قسمت اعظمی از پادشاهی اورشلیم از جمله شهر اورشلیم را تسخیر کند. صلاح‌الدین که علاوه بر حکومت بر مصر و شام، رهبری جهاد علیه صلیبیون را برعهده داشت، با فتح مجدد اورشلیم، دوباره ترسی در میان حکومت‌های کاتولیک اروپایی برپا نمود. پس از فتوحات گستردهٔ صلاح‌الدین در منطقهٔ فلسطین، قلمرو دولت‌های صلیبی به سه قلمرو صور، کنت‌نشین طرابلس و شاهزاده‌نشین انطاکیه در ساحل دریای مدیترانه محدود گردید.
در جریان جنگ صلیبی سوم (۱۱۹۲ تا ۱۱۸۹ م) قسمت بزرگی از سرزمین‌های پادشاهی اورشلیم از جمله شهرهای کلیدی عکا و یافا توسط صلیبیون بازپس گرفته شد، ولی آن‌ها در تسخیر دوبارهٔ اورشلیم ناکام ماندند. صلاح‌الدین که تمامی عمر خود را صرف جهاد علیه صلیبیون کرده‌بود، در اثر بیماری تب زرد در سال ۱۱۹۳ م در دمشق درگذشت.
در سال ۱۱۹۵، هاینریش ششم، امپراتور مقدس روم، درگیری صلیبی تازه‌ای را آغاز کرد و در تابستان ۱۱۹۷ شمار زیادی از شوالیه‌ها و اشراف آلمانی به رهبری دو اسقف اعظم، ۹ اسقف و پنج دوک از راه دریا به سوی فلسطین به حرکت کردند. پس از رسیدن به سواحل شرقی مدیترانه، آن‌ها صیدا و بیروت را تسخیر کردند، اما در طول مسیر و با رسیدن خبر درگذشت هاینریش در مسینا، شماری از اشراف و روحانیون به اروپا بازگشتند. بقیهٔ سپاهیان باقی مانده نیز پس از مدتی بسوی کشتی‌هایشان در صور گریختند.

### جنگ صلیبی چهارم

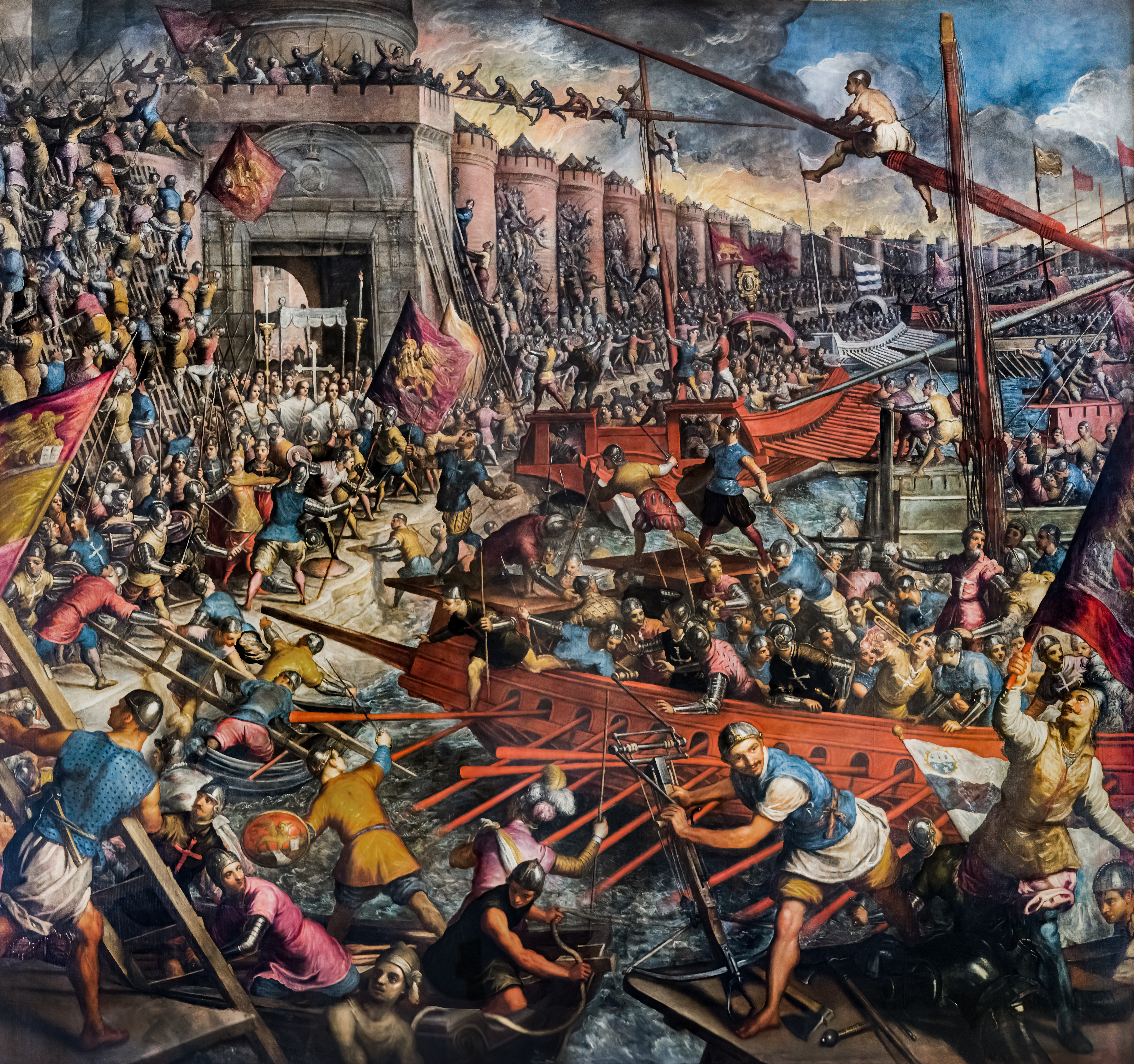
فتح قسطنطنیه در سال ۱۲۰۴ توسط نیروهای صلیبی

پس از شکست پادشاهی اورشلیم در برابر صلاح‌الدین ایوبی و ناکامی جنگ صلیبی سوم برای بازپس‌گیری شهر اورشلیم از سال ۱۱۸۹ تا ۱۱۹۲ م، اشتیاق اندکی در اروپاییان برای یک جنگِ دیگر باقی مانده‌بود. اما نهایتاً، بارون‌های فرانسوی پذیرفتند، که در یک جنگ صلیبیِ دیگر شرکت کنند. صلیبیون برای این منظور، مسیر دریایی از راه مدیترانه را برگزیده و برای تأمین کشتی‌های مورد نیاز نیز با اِنریکو داندولو، حاکم جمهوری ونیز، قرارداد بستند. داندولو کشتی‌ها را فراهم کرد، اما صلیبیون قادر به پرداخت هزینه‌های هنگفت آن نبودند؛ لذا داندولو از آن‌ها خواست که در عوض بدهی‌شان با حمله به شهر بندری زادار آن را تحت اطاعت جمهوری ونیز درآورند. پس از حمله به زادار و غارت آن، صلیبیون دوباره متوجه شدند که از عهدهٔ بازپرداخت اجارهٔ کشتی‌های داندولو برنمی‌آیند. در همین میان اَلِکسیوس چهارم، شاهزادهٔ تبعیدی بیزانسی، به صلیبیون پیشنهاد کرد که در ازای بازپس‌گیری امپراتوری، بدهی جمهوری ونیز را بپردازد. به همین دلیل رهبران صلیبی تصمیم گرفتند تا به قسطنطنیه بروند. آن‌ها پس از حمله به شهر موفق شدند آلکسیوس چهارم را بر تخت بنشانند، اما او حاضر نشد بیش از نیمی از مبلغ را بپردازد. او سپس در اثر مخالفتِ مردمِ قسطنطنیه از امپراتوری خلع گردید. صلیبیون پس از یک‌سری سوءتفاهم‌ها و نبردها، سرانجام قسطنطنیه را در سال ۱۲۰۴ م تسخیر و آن را غارت کردند و بسیاری از اهالی شهر را از دم تیغ گذراندند.

### منشور اینوسنت سوم

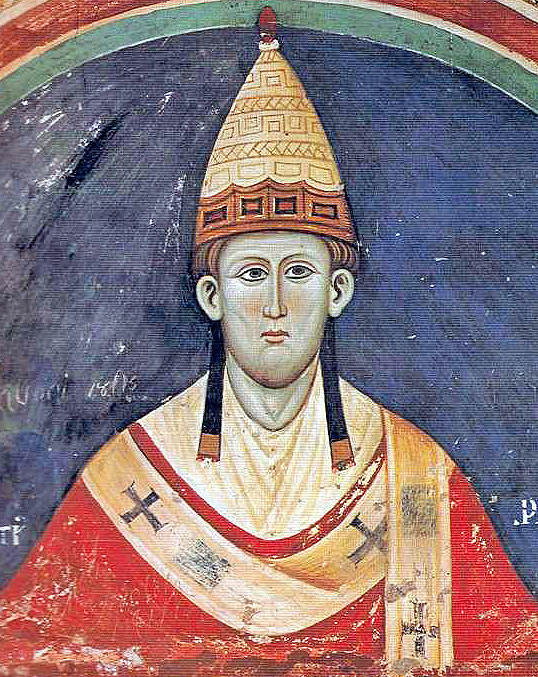
تصویری از اینوسِنت سوم

صورت جدید جنگ صلیبیِ اینوسِنت علیه شرق در منشورِ عام او — که ماه مه و آوریل سال ۱۲۱۳ م برای مردم قسطنطنیه فرستاد — آمده‌است. این سندِ مهم، نشانگر رشدیافتگی مفهوم جنگ‌های صلیبی بود و می‌توانست الگویی برای تمام منشورها باشد. اینوسِنت در این منشور از تمام مردان مؤمن و معتقد، صرف‌نظر از جایگاه اقتصادی آن‌ها، خواسته‌است که به فراخوان کلیسا جواب مثبت دهند و به یاری مسیحِ مصلوب بشتابند زیرا بنابر ادعای وی ادارهٔ شهر مقدس توسط کافران بیش از اندازه به طول انجامیده بود. از آن گذشته همان موقع نیز مسلمانان خود را آماده می‌ساختند که آخرین بقایای دولت صلیبی را نیز از میان بردارند. طبق گفتهٔ اینوسِنت، مسلمانان بر بلندی‌های تابور، مکان تجلی عیسی مسیح، دژی بنا کرده بودند و در نظر داشتند حمله نهایی خود را از آن‌جا آغاز کنند. چیزی که اینوسِنت در نظر داشت بسیج کامل اقتصادی، نظامی و معنوی اروپاییان علیه فاتحان مسلمان اورشلیم بود. تمام مسیحیان در هر رتبه و مقامی باید در این مبارزه شرکت می‌کردند. کسانی که از توان جسمی لازم برای سفر برخوردار نبودند باید با روزه‌داری و عبادت به جنگ معنوی می‌پرداختند. راهپیمایی ماهانه به سمت بناهای مقدس در سراسر اروپا امری شایع شده، و برنامهٔ عبادی دیگری نیز به مراسم عِشای ربّانی اضافه شده بود که در آن از خداوند تقاضا می‌شد که به سرزمین پسرش رحم آورد.
پاپ سرسختانه می‌کوشید که در این مبارزه به سرنوشت جنگ صلیبی چهارم دچار نشود و کنترل آن از دستش بیرون نرود. این مبارزه برخلاف جنگ‌های قبلی چنان طرح‌ریزی شده بود که کاملاً تحت نظارت کلیسا اداره شود. در راستای چنین هدفی پاپ گروهی از واعظان را — که هر یک در موردِ یکی از متونِ قابل قبول تعلیم دیده بودند — تشکیل داد. این روحانیون با در دست داشتن متن خطابه به مناطقِ مختلفِ تعیین‌شده اعزام می‌شدند تا مردم متدین را برای هدف مقدس تهییج کنند.

### شورای چهارم لاتران
جنگ جدید برای بازپس‌گیری اورشلیم یکی از موضوعات مهم در شورای چهارم لاتِران بود که ۱۱ نوامبر ۱۲۱۵ م تشکیل شد. در این شورا طرح کلی جنگ تعیین گردید. طبق این طرح قرار شد صلیبیون، اول ژوئن ۱۲۱۷ م و با به پایان رسیدن مهلت آتش‌بس با مسلمانان در سرزمین مقدس، در بِریندیزی و مِسینا گردهم آیند. در آنجا پاپ شخصاً برای ناوگان‌ها دعای خیر می‌کرد و آن‌ها را به‌سوی وظیفهٔ مقدس‌شان روانه می‌ساخت. وی برای آن که سپاه را از تأمین نیازشان مطمئن سازد، قول داد که ۳۰ هزار پوند نقره بپردازد و تا سه سال بعد از آن نیز یک مالیات پنج درصدی برای درآمد روحانیون اروپا در نظر گرفت. به تمام کشتی‌های حمل‌ونقل نیز دستور داده شد تا تجارت خود را با شرق رها کنند و آمادهٔ حمل سپاهیان صلیبی به مقصدشان گردند.

## محاصره
پس از تبعید ابن‌مشطوب و فائز، لازم بود تا الکامل دوباره نیروهای خود را منظم سازد تا در برابر صلیبیون ایستادگی کنند. در طی همین مدت، صلیبیون موفق شده بودند بر منطقهٔ عادلیه و منطقهٔ مابین آن و دمیاط، چیرگی یابند. علاوه بر این، محاصرهٔ همه جانبهٔ شهر را تکمیل و مستحکم کرده، همچنین در اطراف اردوگاه خود استحکاماتی به‌وجود آوردند تا از حملات مسلمانان جلوگیری نمایند. بدین ترتیب در موقعیتی بهتر از نیروهای ایوبی قرار گرفتند. همچنین ارتباط شهر دمیاط با مصر به‌طور کامل قطع گردید و رفته‌رفته فشار محاصره بر آن وارد می‌گشت.
الکامل که اکنون نیروهای خود را دوباره سازماندهی کرده بود، با وجود کمک‌های برادرش هنوز توانایی شکست و عقب راندن صلیبیون از منطقهٔ عادلیه را نداشت زیرا صلیبیون جای خود را در عادلیه مستحکم نموده بودند. این اقدام موجب شده بود که مسلمانان نتواند از اتفاقِ نظرِ خود بهره ببرند و تمام حملات آن‌ها به اردوگاه صلیبیون در کرانهٔ باختری نیل و عادلیه به شکست منتهی شود. در این هنگام بود که الکامل تصمیم گرفت به فارَسکور منتقل شود. فارَسکور در شش کیلومتری جنوب دمیاط واقع بود و به‌دلیل موقعیتش در پشت نیروهای صلیبی انتخاب گردید. بدین‌گونه صلیبیون در بین نیروهای مدافع شهر دمیاط در شمال و سپاه ایوبی به فرماندهی الکامل در جنوب قرار گرفتند. با این حال الکامل نتوانست با استفاده از موقعیت جدید خود به نیروهای صلیبی حمله بَرَد؛ زیرا نیروی کافی برای انجام چنین کاری را در اختیار نداشت؛ بنابراین از خلیفه عباسی در بغداد و امرای مسلمان و برادرانش درخواست کمک نمود. همچنین مصریان را برای جهاد علیه صلیبیون فراخواند؛ زیرا سقوط مصر موجودیت مسلمانان در شام را به خطر می‌انداخت.
نیروهای کمکی از حلب و حماه به راه افتادند. اشرف موسی نخستین کسی بود که درخواست کمک را اجابت نمود. او که در آن هنگام در حلب اقامت داشت و به رتق و فتق امور سپاهیان خود مشغول بود، به‌سوی مصر حرکت کرد ولی پس از آن که اکثر سپاهیانِ خود را نزد برادرش، الکامل محمد گذاشت، مجبور گردید به‌همراه عدهٔ اندکی از نیروهای خود به حلب بازگردد. بدین‌ترتیب با فراهم شدن نیروهای کافی، دمیاط توانست در مقابل حملات صلیبیون — که به‌رهبری جان برین و پلاجیو صورت می‌گرفت — مقاومت کند. هر دو طرف نبرد پس از موفقیت مسلمانان در دفاع از شهر، دست به حملاتی علیه اردوگاه یکدیگر زده اما این حملات نتیجه‌ای برای دو سپاه دربرنداشت و تغییری در وضعیت سرزمین‌های تحت کنترل آن‌ها به وجود نیامد.

### پیشنهاد صلح الکامل
الکامل محمد پس از برخورد با صلیبیون دریافت که با توجه به نیرویی که در اختیار دارد، شکست دادن نیروهای صلیبی و بیرون راندن آن‌ها از مصر از راه نظامی، کاری سخت و دشوار است؛ بنابراین با یک چرخش همچون جدش، صلاح‌الدین، از سیاست هجومی به سیاست دفاعی تغییر رأی داد و به صلیبیون پیشنهاد صلح کرد. در واقع عواملی چند او را به این اقدام واداشت که می‌توان به پیوستن فرمانده نیروهای قبرس به همراه سپاهش به سپاه صلیبی، آشفتگی نیروهای ایوبی بر اثر دسیسه‌های ابن‌مشطوب، رسیدن خبر شکست خوارزمشاهیان از سپاه مغول و حرکت آن‌ها به سمت غرب، توسعه‌طلبی جلال‌الدین خوارزمشاه در غرب قلمرو خوارزمشاهیان و اصرار المعظم برای بازگشت به شام برای جلوگیری از تحریکات برادرش، اشرف اشاره کرد. با اصرار المعظم، سرانجام الکامل طی فرستاده‌ای به اردوگاه صلیبیون پیشنهاد صلحی را به صلیبیون عرضه کرد که شامل مفادی همچون؛
- بازگرداندن تمامی سرزمین‌های صلیبی قبل از فتوحات صلاح‌الدین ایوبی به صلیبیون به استثنای دژ مونتریال و کَرَک؛
- بازگرداندن صلیب راستین؛
- ترک مخاصمه به مدت سه سال بود.[۲۶][۲۷][۲۸][۲۹]

صلیبیون پس از رسیدن نامهٔ صلح الکامل، شورایی را تشکیل دادند. جان برین توصیه کرد که صلیبیون پیشنهاد صلح را بپذیرند. امرای وی و همچنین فرماندهانی که از غرب آمده بودند، ار وی پشتیبانی می‌کردند تا بار دیگر پادشاهی اورشلیم در سرزمین مقدس احیا شود اما پلاجیو، نمایندهٔ پاپ، با این پیشنهاد مخالف نمود و سراسقف اورشلیم نیز از وی حمایت کرد؛ زیرا وی توافق با مسلمانان را نادرست می‌دانست و علاوه بر آن به الکامل و نیتش مشکوک بود زیرا تصور می‌کرد وی این پیشنهاد را برای ایجاد تفرقه در سپاه صلیبی داده‌است. شوالیه‌های معبد و هوسپیتالر نیز به دلایل تاکتیکی از موضع پلاجیو حمایت کردند زیرا استحکامات اورشلیم به‌کلی ویران شده بود و مراقبت از شهر پس از چیرگی بر آن، کاری تقریباً غیرممکن بود. علاوه بر سواران، شهرهای تجاری شمال ایتالیا همچون ونیز، پیزا و جنوا نیز با این پیشنهاد مخالفت کردند زیرا مصر یک دستاورد بزرگ تجاری نسبت به اورشلیم بود و آنان می‌خواستند که دمیاط را مبدل به مرکز تجاری خود نمایند؛ بنابراین در شورای صلیبیون اجماع بر این شد تا با پیشنهاد الکامل مخالفت شود.
وقتی که الکامل از نیت صلیبیون در نپذیرفتن پیشنهاد صلحش باخبر شد، دست به اقداماتی برای تقویت جبهه مسلمانان در مصر زد که می‌توان به؛
- گردآوری اموال برای تأمین مخارج جنگ؛
- آماده‌سازی و تجهیز خطوط دفاعی اولیه؛
- تقاضای نیروی کمکی از امرای ایوبی اشاره کرد.

منصور، حاکم حماه درخواست کمکِ وی را اجابت کرد و یک نیروی نظامی به‌رهبری پسرش، مظفر محمود به مصر فرستاد. پس از رسیدن این نیروها، جبههٔ مسلمانان روحیه گرفت و تصمیم گرفته شد به اردوگاه صلیبی حمله شود. در واقع الکامل دو حمله را تدارک دیده بود؛ یکی در ۱۳ مارس ۱۲۱۹ م و دیگری، در ۱۷ آوریل که هر دو بی‌نتیجه بود. صلیبیون نیز پس از ۱۱ ماه محاصرهٔ شهر، هنوز موفق نشده بودند هدف خود را محقق سازند؛ بنابراین گروه زیادی از نیروها همچون لئوپولد ششم، دوک اتریش، باور داشتند که وضعیت صلیبیون در دمیاط مستحکم است و نیازی به استقرار آن‌ها در منطقه نیست؛ ازهمین‌رو این افراد در یکم مه، مصر را ترک کردند. با این حال بازگشت این نیروها تأثیری بر قدرت صلیبیون نداشت؛ زیرا نیروهای جدیدی از اروپا در ۱۶ مه به مصر رسید در نتیجه فعالیت آنان از سر گرفته شد.
با رسیدن نیروهای جدید، فشار برای آغاز حملهٔ جدید علیه مسلمان بر فرماندهان سپاه صلیبی بیشتر شد بنابراین رهبران صلیبی برای انجام یک حملهٔ همه‌جانبه به توافق رسیدند، با این حال بر سر هدف مورد نظر اختلاف داشتند. جان برین معتقد بود که باید فشار بر شهر دمیاط بیشتر گردد ولی پلاجیو خواستار حمله به مسلمانانِ مستقر در فارَسکور بود. سرانجام با حمایت فرماندهان و روحانیون، پیشنهاد دوم انتخاب گردیده و صلیبیون در ۲۹ اوت، حملهٔ بزرگی علیه مسلمانان در فارَسکور ترتیب دادند ولی این جنگ، اشتباهی تاکتیکی برای صلیبیون محسوب گشت زیرا نتیجهٔ جنگ کاملاً معکوس، و جلوی آن گرفته شد. بسیاری از نیروهای صلیبی کُشته و مابقی از صحنهٔ نبرد گریختند و تعدادی نیز اسیر شدند. الکامل پس از این پیروزی بار دیگر پیشنهاد صلحی را مطرح کرد زیرا معتقد بود شکست اخیر صلیبیون، آن‌ها را به‌سوی تغییر موضع سرسختانه خواهد کشید؛ بنابراین بار دیگر پیشنهاد صلحی به اردوگاه صلیبیون با این مفاد فرستاد:
- چشم‌پوشی از سرزمین‌های فتح‌شده توسط صلاح‌الدین همچون اورشلیم، عسقلان، طبریه، جبله، لاذقیه و دیگر شهرهای ساحلی به جز شوبک و کرک؛
- پرداخت ۱۵ هزار دینار در مقابل شوبک و کرک؛
- پرداخت هزینهٔ بازسازی استحکامات اورشلیم و سایر قلعه‌هایی که توسط مسلمانان ویران شدند[ج]؛
- تشکیل کمیتهٔ چهار جانبه برای تعیین هزینهٔ بازسازی؛
- بازگرداندن صلیب صلبوت؛
- ترک مخاصمه به‌مدت سه سال؛
- برای تضمین حُسن اجرای این پیشنهاد، فرستادن ۲۰ نفر از نزدیکان امیر ایوبی به‌عنوان گروگان در نزد صلیبیون به‌مدت دو سال.

با این حال این پیشنهاد دوباره توسط صلیبیون به‌رهبری پلاجیو به دلایل قبلی رد شد تا جنگ بین طرفین ادامه داشته باشد.

### سقوط دمیاط
همانا اسلام و مسلمانان در این مدت به بلاهایی گرفتار آمده که هیچ ملتی بدان مبتلا نشده‌است. از جملهٔ این گرفتاری‌ها مغولانِ مغضوبِ خداوندند که از طرف مشرق آمده، به کارهایی دست زده‌اند که هرکس آن‌ها را می‌شنود، آن را سخت و دشوار و ناپسند می‌شمارد … یکی دیگر از بلایا، حرکت فرنگیان از سوی غرب به سمت شام و حمله به دیار مصر و تسلط آنان بر دمیاط است. نزدیک بود که آن‌ها دیار مصر و شام را به چنگ آورند …

ابن‌اثیر، الکامل فی التاریخ، ۳۳۴–۳۳۵.
با وجود شکست صلیبیون در فارَسکور از مسلمانان و وارد شدن خسارت‌های مالی و جانی، الکامل از شرایط دشوار نیروهای خود در دمیاط خبر داشت. قحطی و وبا آنان را فراگرفته و بیماری‌های مختلف آن‌ها را از پای درآورده بود و شهر پر از اجسادی بود که در اثر گرسنگی و مریضی مرده بودند. علاوه بر این، رسیدن نیروهای کمکی از فرانسه و انگلیس و تقویت نیروهای صلیبی، تصمیم المعظم برای بازگشت به شام، قدرت‌یابی مغولان در شرق و نگرانی از هجوم آن‌ها و اختلافات درونی میان امیران ایوبی نگرانی الکامل را بیشتر کرده بود؛ لذا الکامل محمد راهی جز پیشنهاد دوبارهٔ صلح نداشت اما هنوز دیدگاه‌های صلیبیون نسبت به صلح عوض نشده بود و در این زمان محاصره شهر را تنگ‌تر کرده بودند. در این شرایط سخت، الکامل نتوانست کمک‌های لازم اعم از نیرو و ارزاق را به شهر دمیاط برساند؛ در نتیجه خط دفاعی شهر بر اثر گرسنگی و بیماری در آستانهٔ فروپاشی قرار گرفت و سرانجام در ۵ نوامبر ۱۲۱۹ م و پس از یک محاصره نُه ماهه، شهر دمیاط سقوط کرد و دو روز بعد، صلیبیون فاتحانه وارد شهر شدند.
سقوط دمیاط اثری عمیق در وجود مسلمانان بر جای گذاشت و آنان را واداشت تا متحدانه جلوی خطر را بگیرند. در همین حال صلیبیون پس از سقوط دمیاط برای حمله به قاهره و چیرگی بر آن و محقق ساختن اهداف خود، آماده شدند. بدین‌گونه جهان اسلام از دو سو به محاصره درآمده بود؛ حملهٔ مغولان از سوی شرق و صلیبیون از سوی غرب.